# Staromyszastowskaja
Staromyszastowskaja (ros. Старомышастовская) – stanica w Rosji, w Kraju Krasnodarskim, w rejonie dińskim. W 2010 liczyła 10 610 mieszkańców.